# Suf Podgoreanu
Suf Podgoreanu (en hébreu : סוף פודגוראנו), né le 20 janvier 2002 à Hadera, est un footballeur international israélien qui évolue au poste d'ailier au Maccabi Haïfa.

## Biographie
Podgoreanu est né à Hadera, en Israël, dans une famille juive ashkénaze. Il est d'origine juive roumaine par son père,, possédant ainsi également la nationalité roumaine,. 
Suf commence à jouer au football à Hapoël Hadera, où son père Danny Podgoreanu et son grand-père ont également joué pour des clubs locaux,.

## Carrière en club

### Débuts en Israël
Suf Podgoreanu est passé par les équipes de jeunes du Maccabi Haïfa, où il est un buteur prolifique chez les moins de 19 ans, avant de rejoindre l'équipe première du club lors de la saison 2019-2020, où elle termine deuxième du championnat israélien,,.

### AS Rome
Il rejoint l'équipe italienne de l'AS Rome à la fin de la saison, intégrant dans un premier temps leur équipe Primavera. Après une saison sous la direction d'Alberto De Rossi avec 27 matchs, 3 buts et 6 passes décisives, où il rejoint même l'équipe première pour quelques matchs, il est transféré chez leur rival de Serie A du Spezia Calcio,.

### Spezia Calcio
Il fait ses débuts en faveur de l'équipe italienne du Spezia le 19 septembre 2021, remplaçant Janis Antiste lors d'une victoire 2-1 en Serie A à l'extérieur,,.

## Carrière internationale
Podgoreanu est international junior à partir de 2018,,. En septembre 2021, il est sélectionné pour la première fois avec les moins de 21 ans israéliens.
Il est appelé en équipe d'Israël senior en octobre 2021, lors des éliminatoires de la Coupe du Monde 2022.

## Palmarès
| Maccabi Haïfa - Championnat d'Israël - Vice-champion en 2019-20 |